# Bussche (Adelsgeschlecht)

Stammwappen derer von dem Bussche

Von dem Bussche (lateinisch de Rubo) ist der Name eines Uradelsgeschlechts aus dem Ravensberger Land in Ostwestfalen, das 1225 erstmals erwähnt wurde. Im Spätmittelalter erwarb es Besitz auch im benachbarten Hochstift Osnabrück, den es großenteils bis heute hält. Es teilte sich in drei Hauptlinien und mehrere Nebenzweige und erwarb später auch Besitz in anderen Regionen, etwa in Anhalt, am Harz und im Sauerland.
Das Geschlecht ist stammesverwandt mit den Donowe. Von den namensgleichen, in derselben Region ansässigen, aber wappenverschiedenen Herren von dem Bussche zu Gesmold und Herren von Bussche zu Hess. Oldendorf ist es zu unterscheiden.

## Geschichte

### Herkunft
Das hier behandelte Geschlecht wurde im Jahre 1225 mit dem dominus (lat. Herr) Everhardus de Busche erstmals urkundlich erwähnt. Sein Bruder Albert wird ab 1230 in Urkunden genannt. Mit einem ab 1341 erscheinenden Albert beginnt die ununterbrochene Stammreihe. Der Name Albert ist einer der Leitnamen der Familie.
Die Herren von dem Bussche saßen ursprünglich im Grenzgebiet der Grafschaft Ravensberg und des Hochstifts Osnabrück. Bereits 1390 konnten sie das osnabrücksche Schloss Ippenburg erwerben und 1447 auch das benachbarte Schloss Hünnefeld, beide östlich von Osnabrück (Niedersachsen) gelegen. Durch die beiden Güter gehört die Familie bis heute zur Osnabrücker Ritterschaft. Hermann Gogreve  († um 1341, „manche Jahre“ vor 1366), der keine legitimen Erben hatte, überließ 1341 seinen allodialen Hof zu Südlengern seinem Neffen (wohl Sohn seiner Schwester), dem Ritter Alhard (Albert) von dem Bussche. Der Name „Busse“ des Bussen Hof (heute Straßenname in Kirchlengern) ging als Familienname auf die bürgerlichen Erbpächter über.
In der ersten Hälfte des 16. Jahrhunderts gelangte Lohe (Gemeinde Bakum im nordmünsterischen Amt Vechta) und Anfang des 17. Jahrhunderts Schloss Haddenhausen bei Minden, 1656 Streithorst (nordöstlich von Osnabrück), 1793 das Gut Dötzingen in Hitzacker (Elbe)/Niedersachsen und 1820 Schloss Neuenhof bei Lüdenscheid im Sauerland in Familienbesitz. Mit Ausnahme von Lohe sind diese Güter bis heute im Besitz der Freiherren von dem Bussche geblieben. Die Familie trat nach der Reformation zur evangelischen Konfession über.

### Linien  und Standeserhebungen
Gerhard-Clamor und seine Frau Anna, geb. von Ascheberg, sind die Stammeltern aller heute lebenden Bussches. Ihre Güter Ippenburg, Lohe und Hünnefeld wurden 1598 zwischen den Söhnen aufgeteilt, wodurch die drei Hauptlinien der Familie entstanden. Sie machten die Namen ihrer Stammsitze zu Beinamen: Bussche-Ippenburg mit dem Zweig Bussche genannt Münch (1773) und dem 1840 verliehenen primogenen Grafentitel Bussche-Ippenburg genannt von Kessel; zweitens Bussche-Lohe mit der Zweiglinie Bussche-Haddenhausen und drittens Bussche-Hünnefeld mit dem Zweig Bussche-Streithorst.
Nachdem bereits einzelne Linien eine Bestätigung zur Führung des gewohnheitsrechtlich getragenen Freiherrentitel erhalten hatten, wurde im Jahre 1884 sämtlichen Zweigen der Familie der Freiherrenstand vom Königreich Preußen bestätigt. Einzelne Vertreter der Familie wurden auch in den primogenen Grafenstand erhoben.

### Bussche-Ippenburg

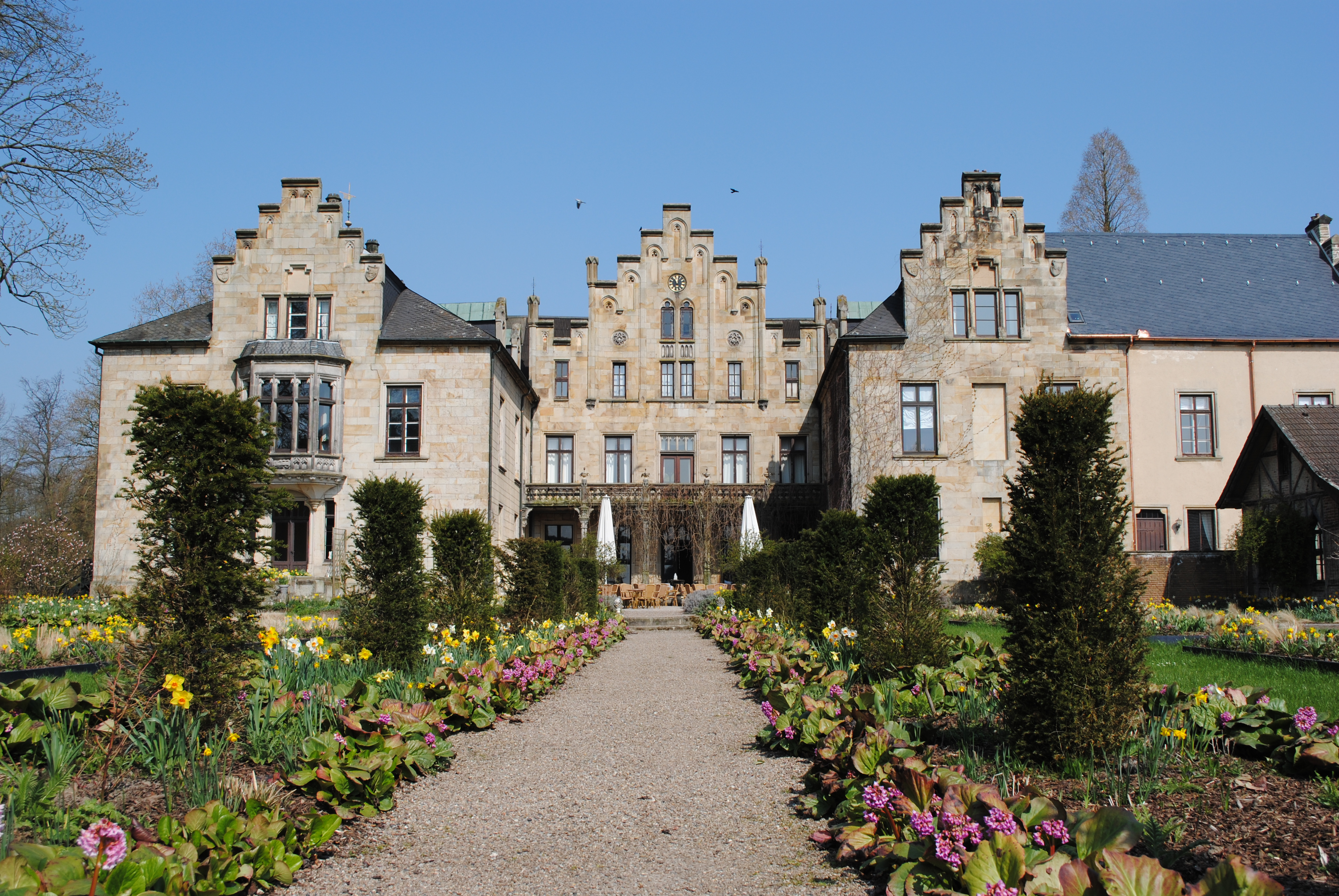
Schloss Ippenburg, Osnabrücker Land

Schloss Ippenburg im Landkreis Osnabrück (Niedersachsen) befindet sich seit 1390 im Besitz der Familie. Die Burg vom Ende des 14. Jahrhunderts wurde 1811 abgerissen; das nach dem Dreißigjährigen Krieg nördlich davon errichtete barocke Herrenhaus wurde 1862 abgebrochen und ab 1862 durch das heutige neugotische Schloss ersetzt. Alfred von dem Bussche-Ippenburg, königlich-preußischer Intendanturassessor, erhielt 1846 die preußische Genehmigung zur Führung des Freiherrentitels. Das Rittergut Ippenburg wird bis heute von den Freiherren von dem Bussche-Ippenburg bewirtschaftet.
1793 wurde Ernst-August von dem Bussche-Ippenburg mit dem Rittergut Dötzingen in Hitzacker (Elbe) belehnt, das zur Lüneburger Ritterschaft gehört. Es ging Ende des 19. Jahrhunderts durch Heirat an den Haddenhäuser Zweig der Familie über, der es noch besitzt.
- Bussche-Ippenburg genannt von Kessel

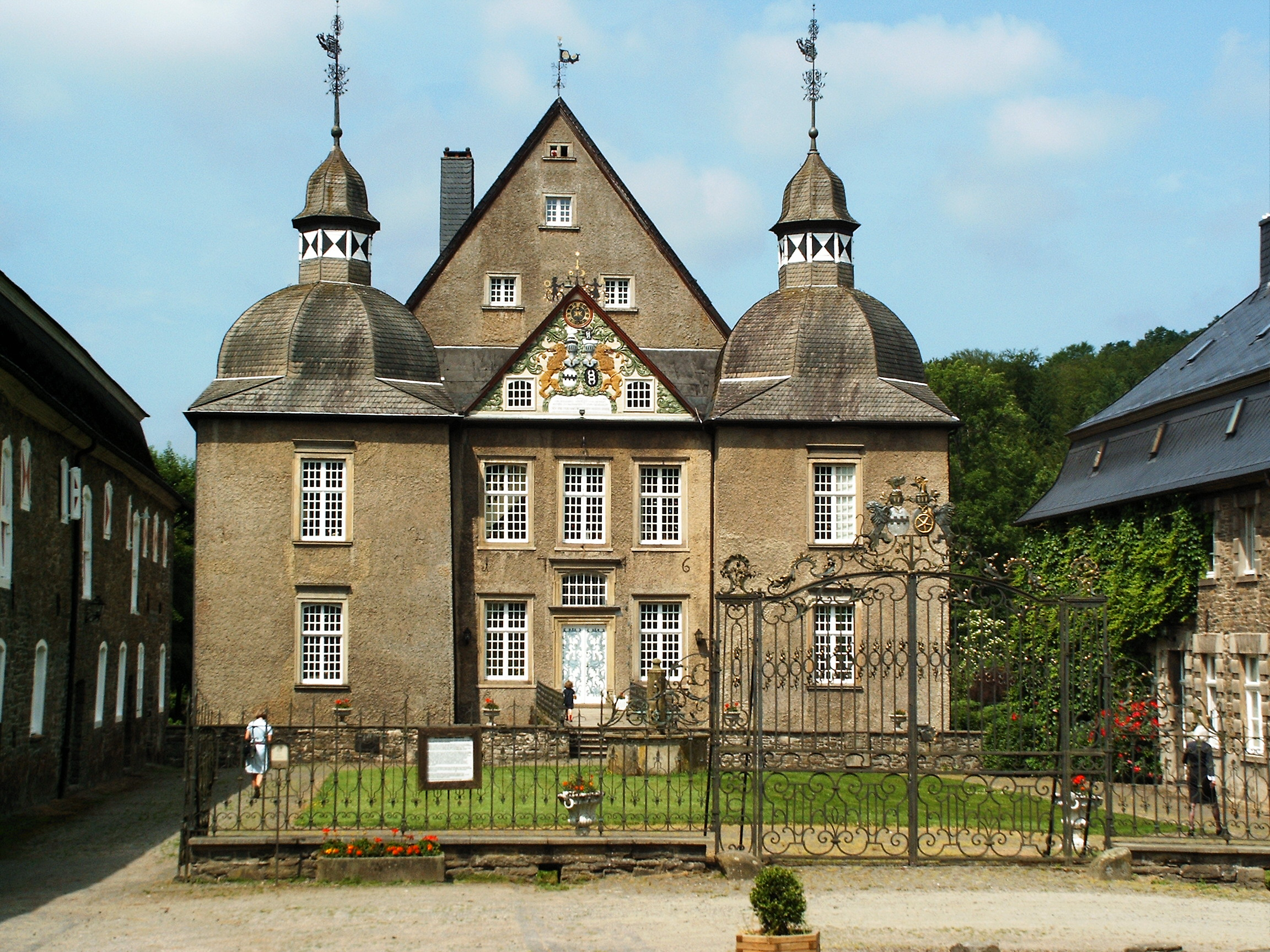
Schloss Neuenhof, Sauerland

Julius von dem Bussche-Ippenburg, adoptierter von Bottlenberg gen. Kessel, erhielt am 3. Mai 1825 die preußische Namens- und Wappenvereinigung mit den ausgestorbenen Herren von dem Bottlenberg gen. Kessel und wurde am 15. Oktober 1840 in den preußischen primogenen Grafenstand als Graf von dem Bussche-Ippenburg genannt von Kessel erhoben. Aus dem Erbe der Familie Bottlenberg-Kessel kam das Schloss Neuenhof bei Lüdenscheid im Sauerland (Nordrhein-Westfalen) mit Schloss Hackhausen (1891 verkauft) in Familienbesitz; Neuenhof wird heute von Alhard Graf von dem Bussche-Kessell bewohnt. Sein Bruder Philip Freiherr von dem Bussche-Ippenburg besaß das Gut Ippenburg.
- Bussche-Münch

Philipp Clamor von dem Bussche-Ippenburg (1728–1808), Domkapitular zu Osnabrück und Universalerbe des braunschweigisch-lüneburgischen Landdrosten Philipp von Münch auf Schloss Benkhausen und Haus Werburg, erhielt am 10. Juni 1773 die preußische Namens- und Wappenvereinigung mit denen von Münch unter dem Namen von dem Bussche genannt Münch. 1875 starb der Zweig aus; der Erbe aus dem Ippenburger Zweig nahm den Namen Karl von dem Bussche-Münch an (mit preußischer Genehmigung von 1886). Sein einziger Sohn Alhard (* 1897) hatte keine Kinder und verkaufte 1941 Werburg und 1962 Benkhausen.

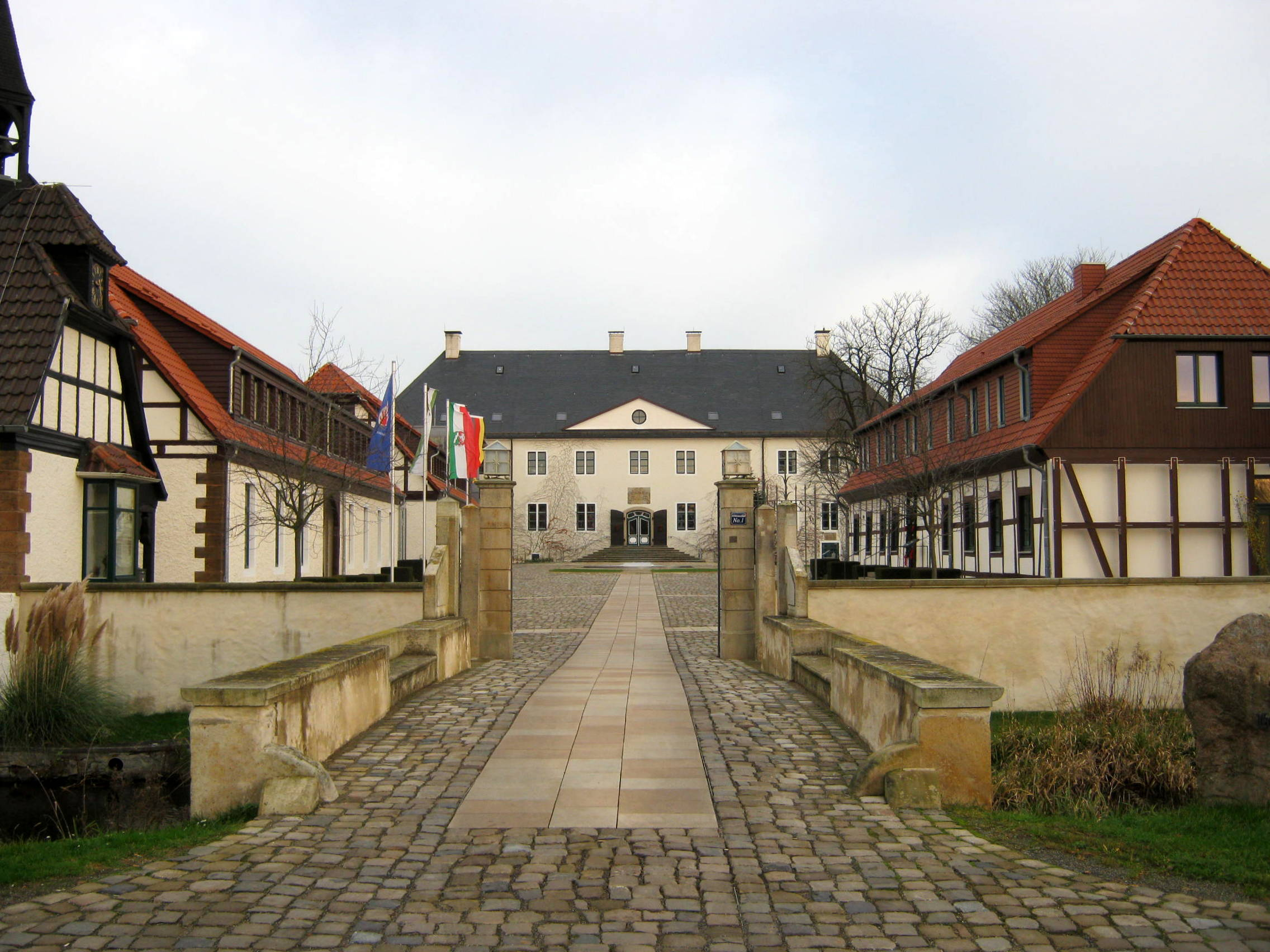
Schloss Benkhausen
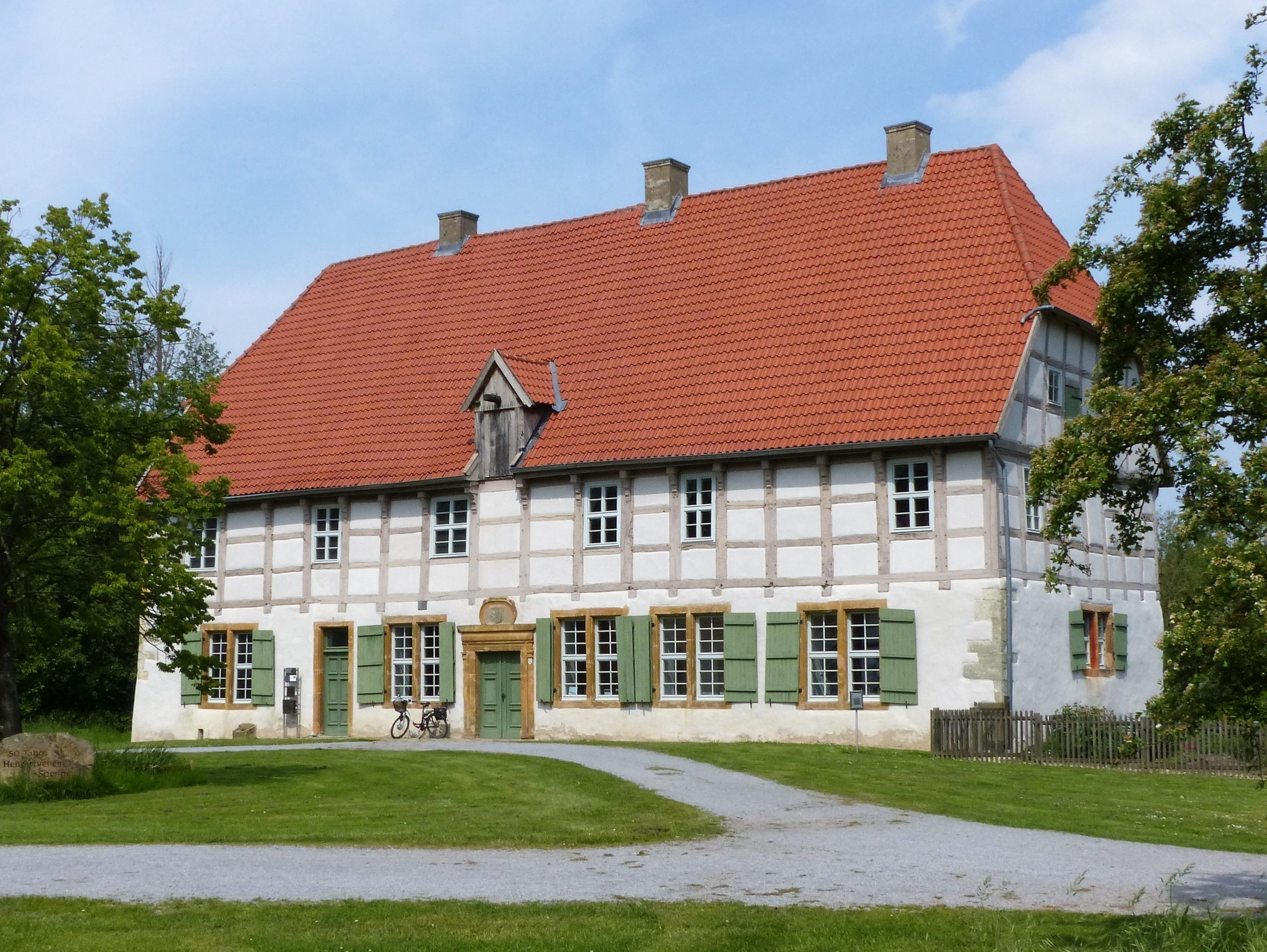
Haus Werburg

### Bussche-Lohe
- Lohe

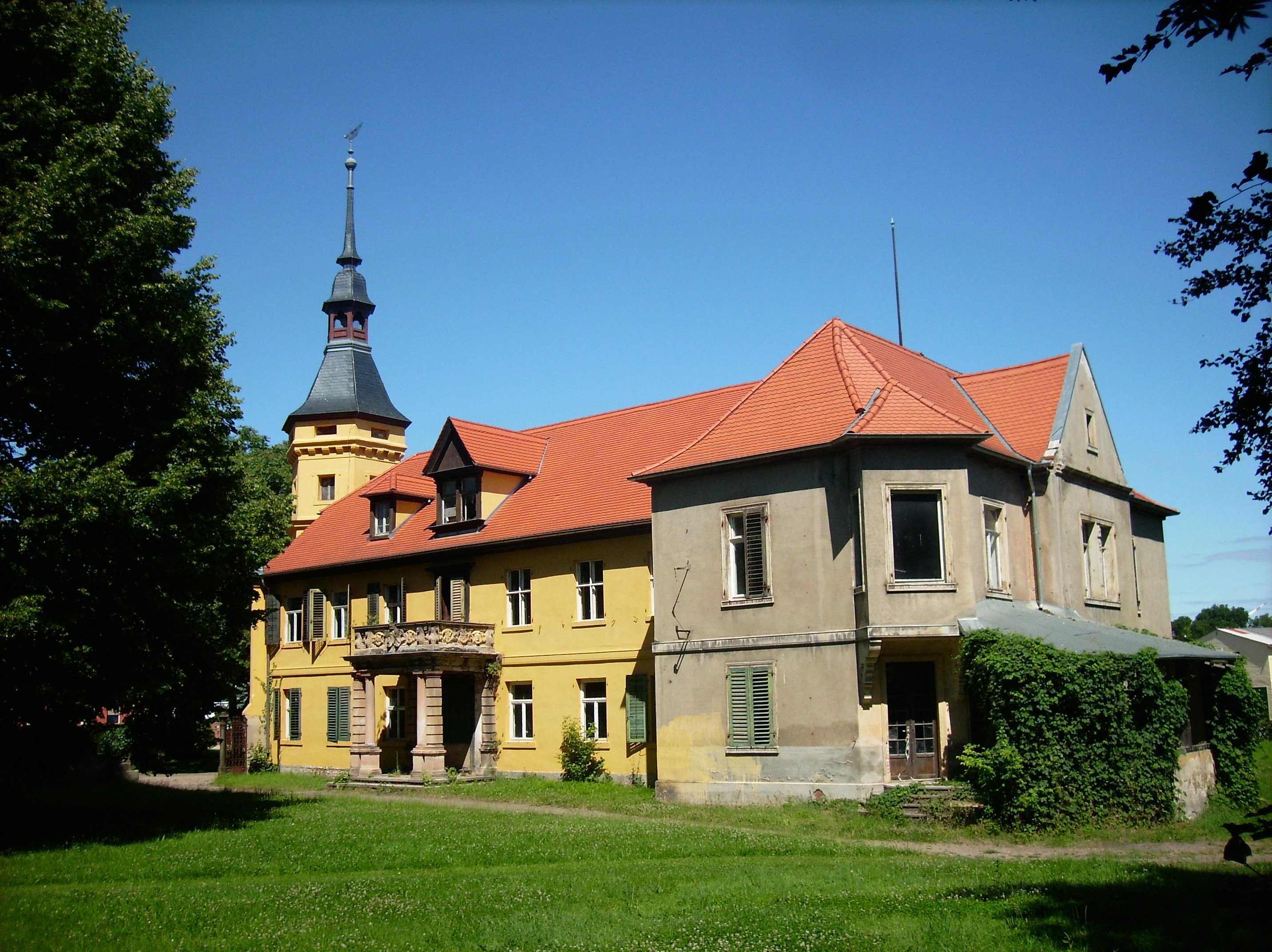
Gut Cösitz, Anhalt

Die Linie war seit der ersten Hälfte des 16. Jahrhunderts auf dem Gut Lohe (heute Ortsteil von Bakum im Oldenburger Münsterland in Niedersachsen, nordöstlich von Osnabrück) ansässig. Die Wasserburg Lohe vom Anfang des 14. Jahrhunderts wurde 1828 auf Abbruch verkauft und ist daher heute verschwunden. Die Loher Linie blüht jedoch noch.
Mitte des 16. Jahrhunderts erbte die Linie Lohe das Gut Cösitz im Fürstentum Anhalt-Köthen (heute Sachsen-Anhalt) und verlegte ihren Hauptsitz dorthin. Cösitz blieb bis zur Enteignung 1945 im Besitz der Freiherren von dem Bussche-Lohe. Von 1611 bis 1857 war auch Wierstorf im Besitz der Linie, im 19. Jahrhundert ferner die Güter Ahrbergen und Woltersdorf.
1728 erbte Johann Clamer von dem Bussche-Lohe das ehemalige Klostergut Walbeck am Harz, wo seine Erben 1765 das Schloss Walbeck erbauten; es blieb bis Ende des 19. Jahrhunderts im Besitz der Linie. 1768 erwarben die Bussche-Lohe von den verwandten Freiherren von Hardenberg auch das Schloss Rethmar bei Hannover und besaßen es bis 1850.
- Haddenhausen

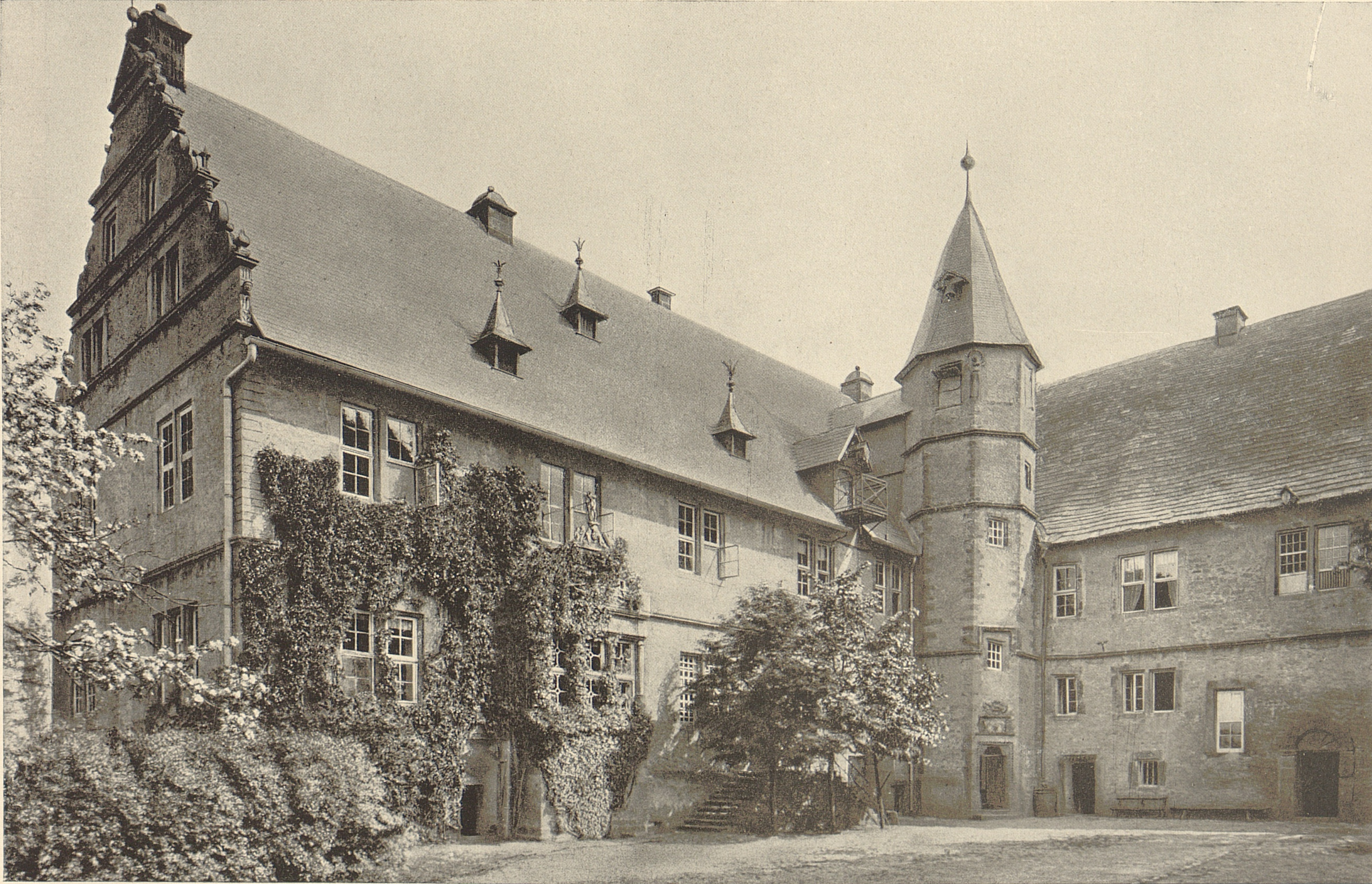
Schloss Haddenhausen, Minden

1610 erwarb Johann von dem Bussche-Lohe das Gut Haddenhausen bei Minden (Nordrhein-Westfalen) von seinem Schwiegervater Hilmar d. J. von Münchhausen, der es als Vormund seiner Neffen veräußern musste. Die Eheleute Johann und Hedwig von dem Bussche ließen zwischen 1613 und 1616 das Schloss Haddenhausen im Stil der Weserrenaissance errichten. Gut und Schloss befanden sich von 1708 bis 2014 im Eigentum des von dem Bussche-Hünnefeld’schen Stammlegats (ähnlich einer Familienstiftung), welches am 1. März 1690 durch den Landrat Christoph von dem Bussche-Hünnefeld gegründet wurde. 2016 wurden Gut und Schloss durch Boris Freiherr von dem Bussche-Haddenhausen aus Hitzacker übernommen und fortgeführt. Es wurden seitdem aufwändige Sanierungsmaßnahmen umgesetzt, um die Anlage als Renaissancebau zu erhalten.
Johann Wilhelm von dem Bussche-Lohe-Haddenhausen kaufte 1661 den Meierhof Offelten, der danach zum Rittergut erhoben wurde. Heinrich Albert († 1731) stiftete daraus einen Fideikommiss, außerdem entstand 1746 eine von dem Bussche-Offelt’sche Legatenstiftung. Der General Ludwig von dem Bussche-Haddenhausen erweiterte den Offelter Fideikommiss ab 1817 um das hannoversche Gut Liethe. Beide Güter wurden im 20. Jahrhundert verkauft.
Kuno von dem Bussche-Lohe erhielt am 16. Juli 1868 die preußische Genehmigung zur Führung des Freiherrntitels und des Beinamens Haddenhausen.

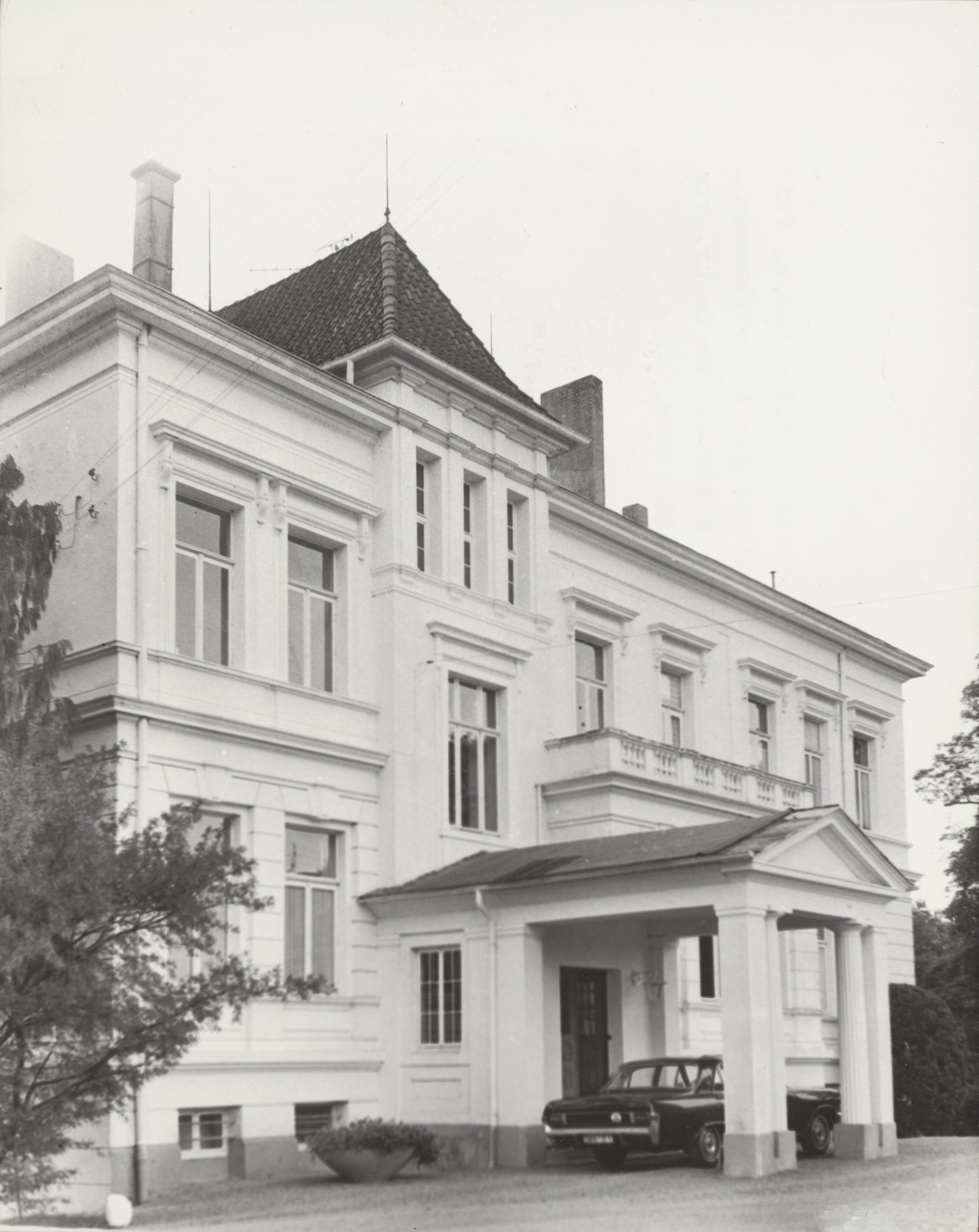
Gut Dötzingen

Ein Zweig ist heute auf dem Rittergut Dötzingen in Hitzacker (Elbe) ansässig, das durch die Ehe der Gabriele Freiin von dem Bussche-Ippenburg (1877–1973) mit Georg Freiherr von dem Bussche-Haddenhausen (1869–1923) an den gemeinsamen Sohn Julius von dem Bussche-Haddenhausen überging. Julius’ Schwester war Gösta Freiin von dem Bussche-Haddenhausen (1902–1996), die Mutter von Claus von Amsberg, dem späteren Prinzgemahl der Niederlande, der teilweise in Dötzingen aufwuchs.
1824 erwarb Hans Hilmar von dem Bussche-Haddenhausen das Gut Wendhausen, das zur Hildesheimer Ritterschaft gehörte und bis 1842 in der Familie blieb. Auch das hildesheimische Gut Barfelde gehörte diesem Zweig der Haddenhäuser Linie bis vor dem Ersten Weltkrieg. Infolge von Adoption setzte der Zweig auch die Familie von Lüneburg auf Schloss Essenrode fort.
Hilmar von dem Bussche-Haddenhausen erwarb 1936 das Gut Katelbogen in Mecklenburg, das 1945 enteignet wurde.
Herren auf Haddenhausen

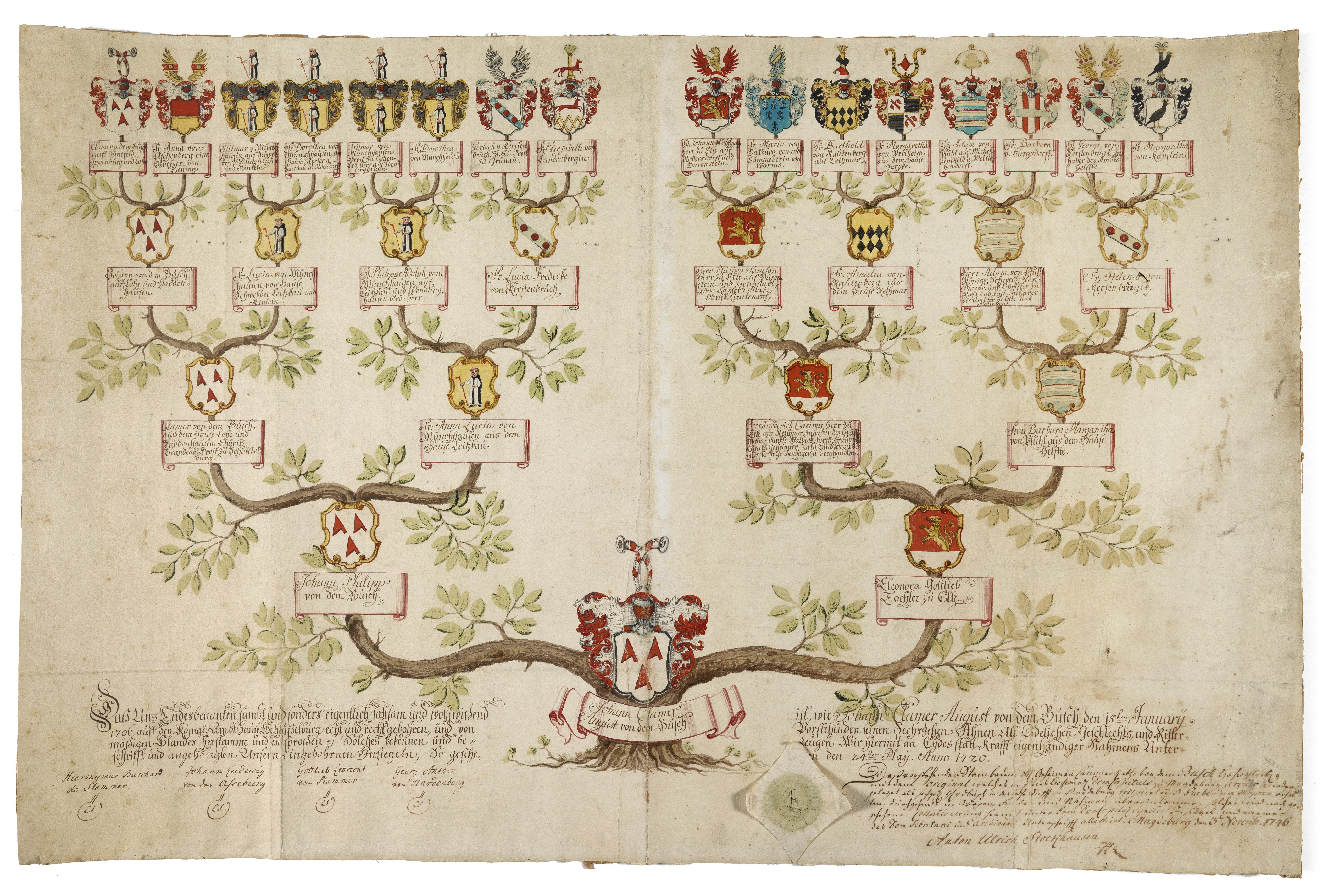
Ahnenprobe von 1720: Johann Clamor August von dem Bussche-Lohe a.d.H. Haddenhausen

- Johann von dem Bussche-Haddenausen-Lohe (1570–1624), Herr zu Lohe, kaufte 1609 das Rittergut Haddenhausen
- Hilmar von dem Bussche-Haddenhausen-Lohe (1617–1677), Herr zu Haddenhausen, 2. Sohn von Johann
- Johann Wilken von dem Bussche-Haddenhausen (1652–1705), Herr zu Haddenhausen, Drost zu Hausberge und Regierungsrat zu Minden
- Hilmer Albrecht von dem Bussche-Haddenhausen (1689–1726), Herr zu Haddenhausen, Geh. Regierungsrat und Domküster zu Minden, übertrug das Rittergut Haddenhausen 1708 an das von dem Bussche-Hünnefeld’sche Stammlegat, welches es bis heute besitzt.

### Bussche-Hünnefeld

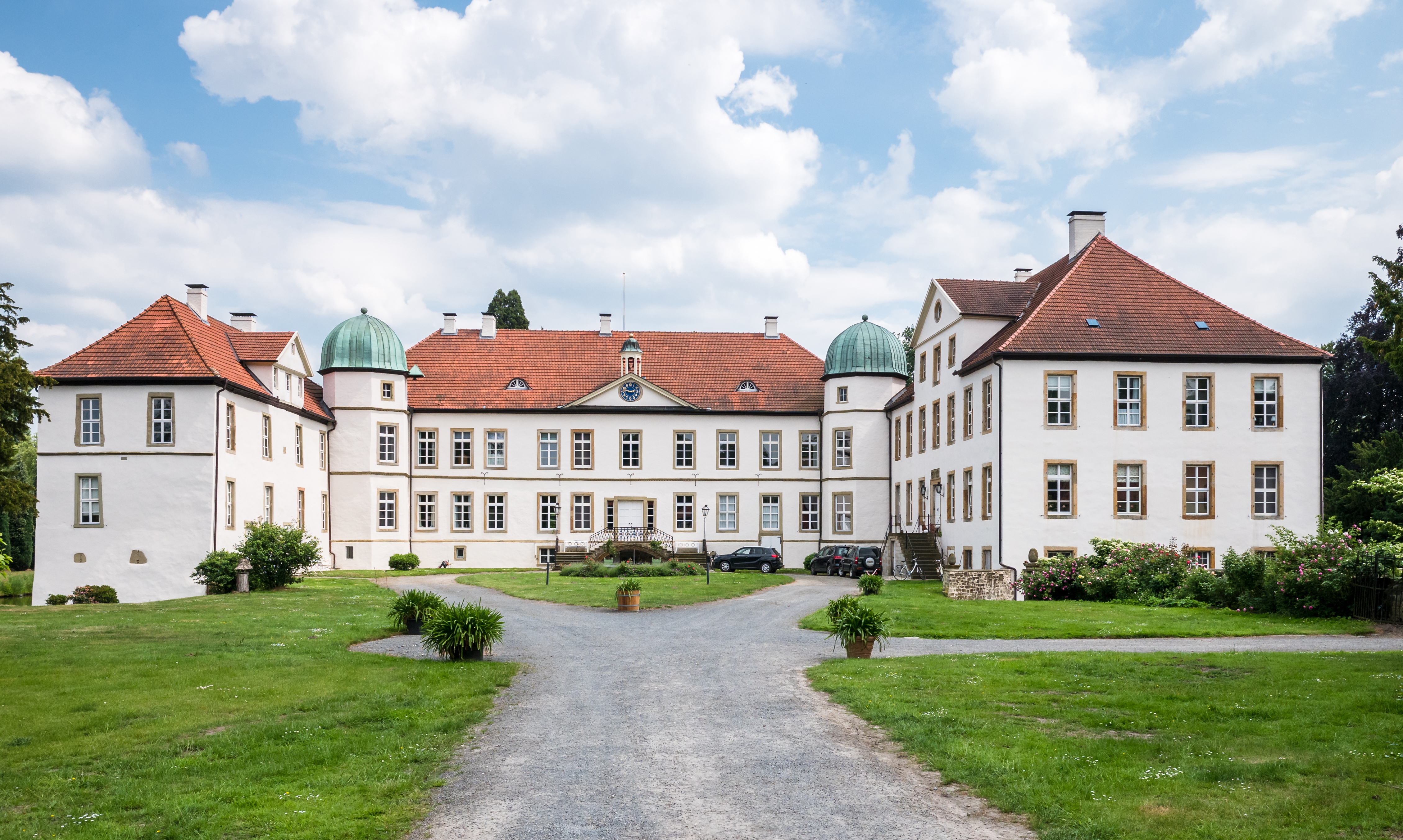
Schloss Hünnefeld, Osnabrücker Land

Schloss Hünnefeld kam 1447 in den Besitz von Albert von dem Bussche. Das jetzige Herrenhaus wurde ab 1600 von Gerhard-Clamor von dem Bussche und dessen Ehefrau Hedwig, geb. von Münchhausen, erbaut, den südlichen Seitenflügel ergänzte 1658 deren Sohn Clamor-Eberhard. Die Linie der Freiherren von dem Bussche-Hünnefeld ist bis heute im Besitz des Rittergutes Hünnefeld.
Der älteste Sohn von Clamor Eberhard, Christoph (* 1643) erwarb das Gut Buddemühle in Wehrendorf und stiftete die Dompräbenden zu Minden und Halberstadt. Er errichtete auch eine Familienstiftung, das sogenannte Hünnefelder Stammlegat mit einem Startkapital von 100.000 Goldtalern, das seit über 300 Jahren bis heute die Aufgabe hat, Mitglieder der Familie von dem Bussche zu unterstützen und zu fördern.
Der königlich-westfälische Gesandte in Sankt Petersburg, Clamor Dietrich Ernst Gerhard von dem Bussche-Hünnefeld, wurde am 23. Januar 1810 in den westfälischen Grafenstand erhoben; der gräfliche Zweig ist jedoch erloschen.
- Bussche-Streithorst

Clamor Eberhard (* 1611), Herr zu Hünnefeld, kaufte im Jahre 1656 das Rittergut Streithorst im Osnabrücker Land, das sein jüngster Sohn Johann Heinrich übernahm, der den Streithorster Zweig gründete, welcher aber weiterhin den Beinamen Hünnefeld führte. Sein Enkel Clamor Eberhard († 1753) stiftete das Majorat Streithorst, das aus Streithorst, Schwege, Wechmannshoff und Derenburg bestand.

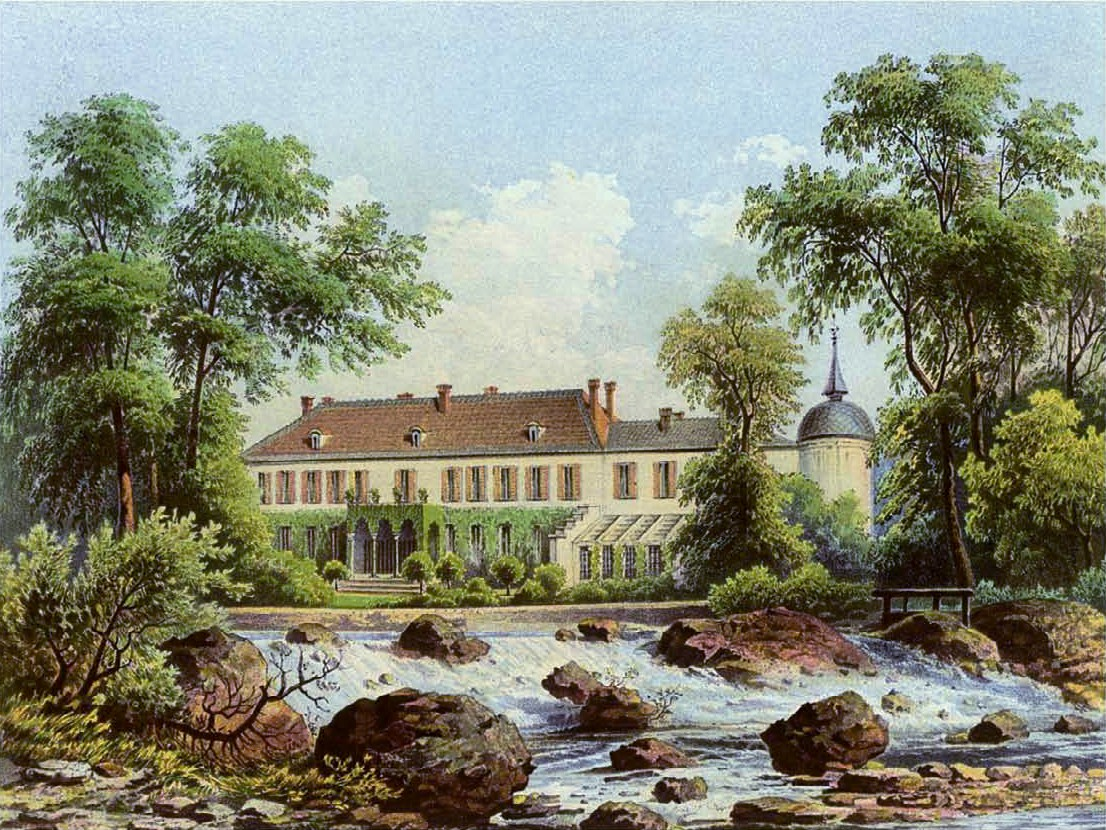
Rittergut Thale (Harz)

Dessen Sohn Ernst August kaufte weitere Güter dazu, insbesondere 1755 Thale im Harz (Sachsen-Anhalt); im Jahr 1800 wurde das benachbarte ehemalige Kloster Wendhusen hinzuerworben; Thale wurde dann als Rittergut „Wendhusen I“ geführt, das aus dem Kloster entstandene Klostergut als „Wendhusen II“; beide blieben bis zur Enteignung 1945 im Besitz der Familie, ebenso das 1861 erworbene benachbarte Gut Stecklenberg. Der Widerstandskämpfer Axel von dem Bussche (1919–1993) stammte aus diesem Zweig.
Erst Georg Clamor Carl Maximilian Traugott († 1896) änderte seinen Namen Bussche-Hünnefeld in Bussche-Streithorst. 1862 wurde das alte Streithorster Burghaus, ein einstöckiger schlichter Bau, abgebrochen. Aus seinen Steinen und denen des ebenfalls niedergelegten Schweger Gutshauses wurde 1864 ein neues Herrenhaus errichtet. Axel Ernst-August Clamor verkaufte nach dem Tod seines Vaters Georg Clamor und seiner Stiefmutter Auguste im Jahre 1977 das Rittergut Streithorst. 1992 fiel das historistische Herrenhaus einem Brand zum Opfer. 2004 kam das Rittergut Streithorst wieder in Familienbesitz, als es Eberhard Clamor, Angehöriger des zweiten Hauses der Hünnefelder Linie, erwarb. Er baute das Herrenhaus in Anlehnung an das ursprüngliche Burghaus einstöckig mit Staffelgiebeln wieder auf.
Herren auf Streithorst
- Clamor Eberhard Freiherr von dem Bussche-Hünnefeld (1611–1666), Herr auf Hünnefeld und Streithorst (seit 1656)
- Johann Heinrich Freiherr von dem Bussche-Hünnefeld (1644–1689), Herr zu Streithorst, kaufte Meinbrexen 1678, Staue und Oldendorf 1684
- Clamor Eberhard Freiherr von dem Bussche-Hünnefeld (1683–1753), Herr zu Streithorst, Schwege und Wechmannshoff
- Ernst August Freiherr von dem Bussche-Hünnefeld (1719–1796), Majoratsherr zu Streithorst, kinderlos
- Werner Ludwig Clamor Freiherr von dem Bussche-Hünnefeld (1748–1816), Sohn von Ernst Augusts Bruder Johann Friedrich, Domsenior und Propst zu Halberstadt übernahm als Majoratsherr zu Streithorst, kinderlos
- August Clamor Friedrich Wilhelm Freiherr von dem Bussche-Hünnefeld (1776–1831), Herr auf Stecklenberg, Domherr zu Magdeburg; Sohn von Werner Ludwig Clamors Bruder Christian August Clamor, übernahm als Herr zu Streithorst, Thale und Steinhausen
- Georg Clamor Carl Maximilian Traugott Freiherr von dem Bussche-Streithorst (1825–1896), Majoratsherr zu Streithorst und Thale etc., Mitglied des preußischen Herrenhaus; änderte den Namen der Linie in Streithorst
- Cuno Clamor Carl Georg Friedrich Freiherr von dem Bussche-Streithorst (1850–1907), Majoratsherr auf Streithorst, Thale etc.
- Georg Clamor Lothar Albert Hans Hilmat Louis Freiherr von dem Bussche-Streithorst (1883–1959), Majoratsherr auf Streithorst, Thale etc.
- Eberhard Clamor Dieter Manfred Freiherr von dem Bussche-Hünnefeld (* 1961)

## Wappen
Das Stammwappen (ältestes Siegel von 1341) zeigt in Silber drei (2:1) mit den Schneiden rechts gekehrte rote Pflugscharen. Auf dem Helm mit rot-silbernen Decken zwei geschrägte, mit den Schallöffnungen auf- und auswärts gestellte, jeweils mit drei (oder fünf) roten Bändern umwundene silberne Jagdhörner (mittelalterliche Form: Hifthorn).
Das Wappen derer von dem Bussche-Ippenburg genannt von Kessel ist gespalten. Rechts ist es gleich dem Stammwappen mit links gekehrten Pflugscharen, rechts gleich dem Wappen von Bottlenberg genannt Kessel: In Silber ein oben viermal, unten dreimal gezinnter toter Balken.
Das Wappen derer von dem Bussche-Münch ist geviert; die Felder 1 und 4 entsprechen dem Stammwappen, 2 und 3 in Silber mit den Sachsen (Flügelknochen) einwärts gekehrte rote Flügel.

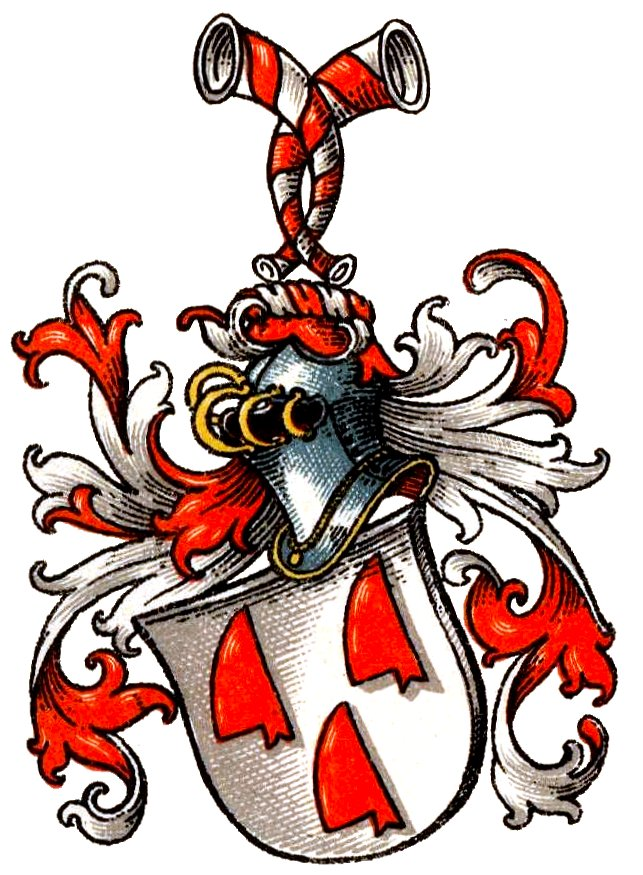
Wappen derer von dem Bussche bei Spießen
Stammwappen Bussche
Wappen von dem Bussche-Ippenburg genannt von Kessel
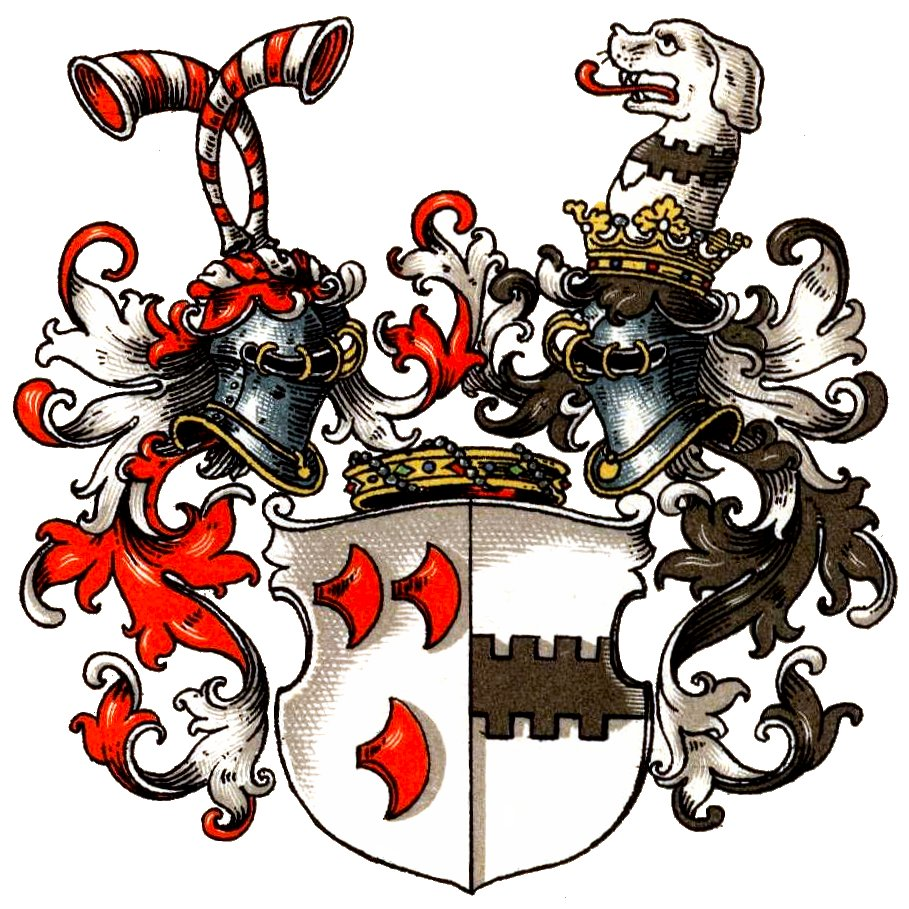
Wappen der Freiherren von dem Bussche-Ippenburg gen. von Kessel bei Spießen
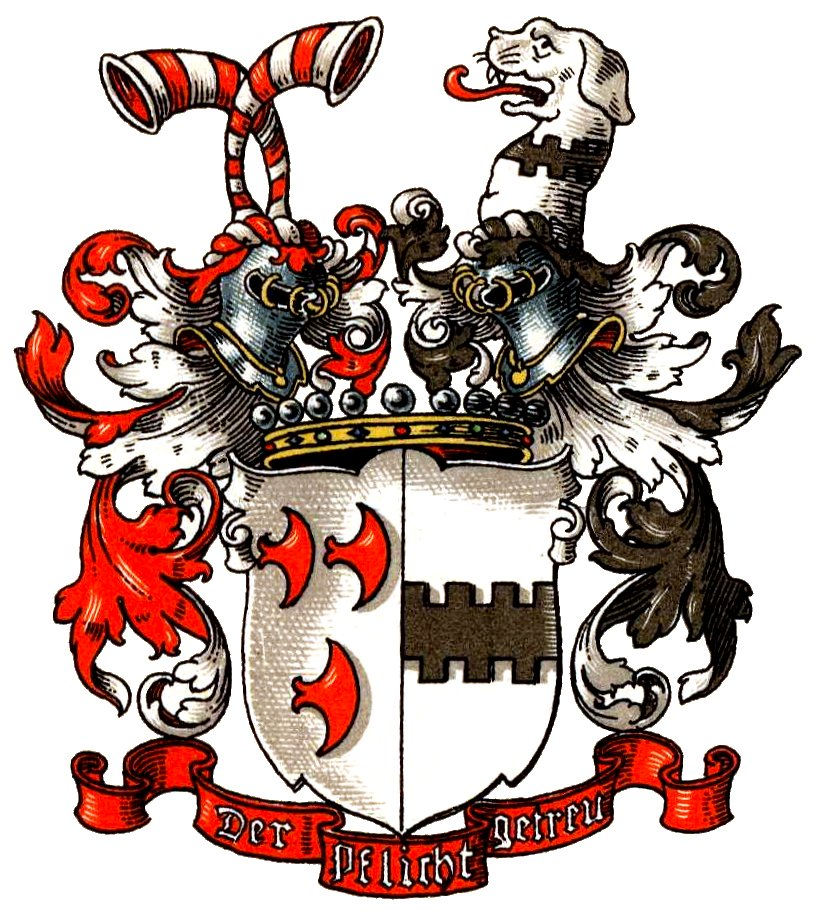
Wappen der Grafen von dem Bussche-Ippenburg gen. von Kessel bei Spießen
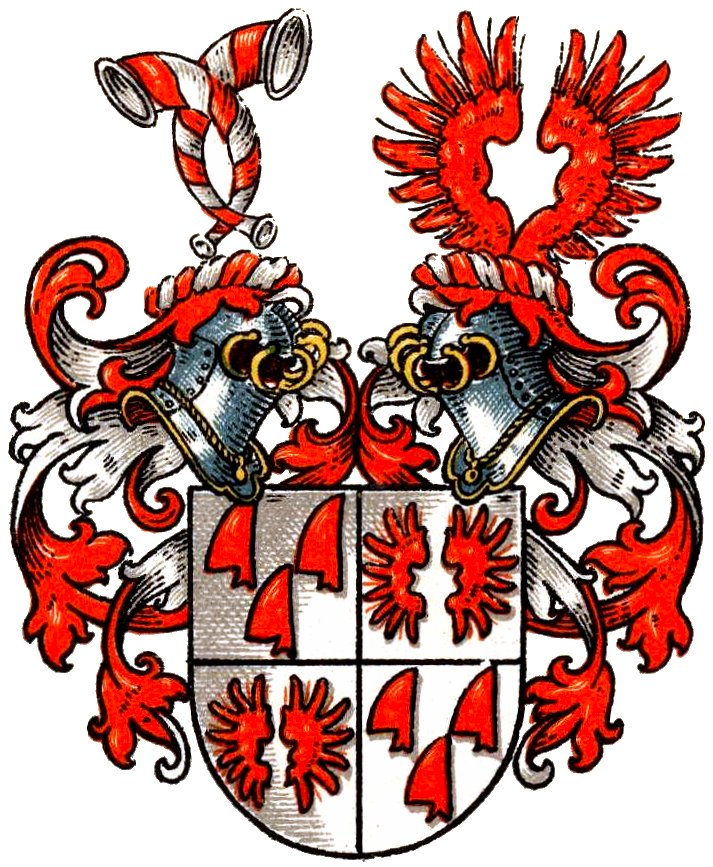
Wappen derer von dem Bussche-Münch bei Spießen

## Bekannte Familienmitglieder
- Lebrecht von dem Bussche (1666–1715), russischer Generalmajor und Gouverneur von Riga
- Ernst August Philipp von dem Bussche-Ippenburg (1681–1761), General der Kavallerie und Gouverneur von Hameln
- Karl Leberecht von dem Bussche (1707–1782), preußischer Oberst
- Georg Wilhelm von dem Bussche-Haddenhausen (1726–1794), General, gefallen an der Waal
- Johann Joachim Friedrich von dem Bussche (1732–1795), hannoverischer Generalleutnant
- Wilhelm Christian von dem Bussche (1756–1817), deutscher Gutsbesitzer und Amtshauptmann
- Ludwig August Friedrich von dem Bussche-Haddenhausen (1772–1852), General, Sohn von Georg Wilhelm
- Friedrich August Philipp von dem Bussche (1771–1844), hannoverischer Generalleutnant[9]
- Hans Clamor Hilmar von dem Bussche (1774–1851), hannoverischer General der Infanterie, Sohn von Georg Wilhelm
- Georg von dem Bussche gen. von Münch (1791–1874), deutscher Regierungsbeamter und Landrat
- Friedrich von dem Bussche-Ippenburg (1791–1869), preußischer Generalleutnant
- Theodor von dem Bussche-Lohe (1791–1855), deutscher Jurist, Hofbeamter und Theaterintendant
- Graf Julius von dem Bussche-Ippenburg genannt von Kessell (1805–1861), deutscher Verwaltungsjurist, preußischer Landrat und Politiker
- Bernhard von dem Bussche-Haddenhausen (1823–1894), preußischer Generalleutnant
- Georg von dem Bussche-Streithorst (1825–1896), preußischer Gutsbesitzer und Mitglied im preußischen Herrenhaus
- Graf Wilhelm von dem Bussche-Ippenburg genannt von Kessell (1830–1897), deutscher Rittergutsbesitzer und Parlamentarier
- Karl von dem Bussche-Münch (1861–1900), deutscher Rittergutsbesitzer und Parlamentarier
- Hilmar von dem Bussche-Haddenhausen (1867–1939), deutscher Diplomat
- Graf Hermann von dem Bussche-Ippenburg gen. von Kessell (1869–1943), Gutsbesitzer und Mitglied im preußischen Herrenhaus
- Erich von dem Bussche-Ippenburg (1878–1957), deutscher General der Artillerie
- Gösta von dem Bussche-Haddenhausen (1902–1996), Mutter des Claus von Amsberg, Prinzgemahl der niederländischen Königin Beatrix
- Julius von dem Bussche-Haddenhausen (1906–1977), Gutsbesitzer und Politiker, Bruder der Gosta von dem Bussche-Haddenhausen
- Axel von dem Bussche (1919–1993), deutscher Offizier und Widerstandskämpfer des 20. Juli 1944
- Albrecht von dem Bussche-Ippenburg (1921–2005), Gutsbesitzer
- Alhard Graf von dem Bussche-Kessell (* 1947), deutscher Unternehmer
- Philip Freiherr von dem Bussche (1950–2024), Landwirt und 1996 bis 2005 Präsident der Deutschen Landwirtschafts-Gesellschaft (DLG)
- Viktoria Freifrau von dem Bussche (* 1953), deutsche Autorin